# Tournefortia buchtienii
Tournefortia buchtienii är en strävbladig växtart som beskrevs av Ellsworth Paine Killip. Tournefortia buchtienii ingår i släktet Tournefortia och familjen strävbladiga växter. Inga underarter finns listade i Catalogue of Life.